# Malere (Seloi Malere)
Malere ist eine osttimoresische Aldeia im Suco Seloi Malere (Verwaltungsamt Aileu, Gemeinde Aileu). 2015 lebten in der Aldeia 850 Menschen.

## Geographie und Einrichtungen

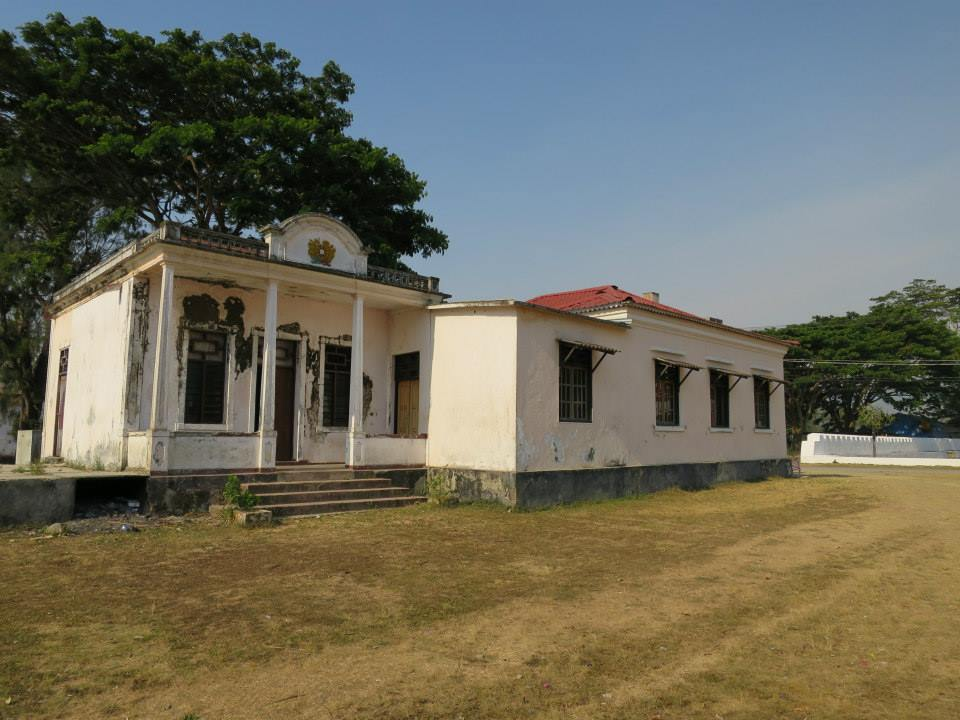
Das koloniale Verwaltungsgebäude

Die Aldeia Malere liegt im Osten des Sucos Seloi Malere. Südwestlich befindet sich die Aldeia Kabasfatin, westlich die Aldeia Cotbauru und nördlich die Aldeia Hularema. Der Mumdonihun bildet an der Südostspitze die Grenze zum Suco Fahiria. Ein kleines Flüsschen, das in den Mumdonihun mündet, trennt Malere vom Suco Aissirimou im Osten. Die Flüsse gehören zum System des Nördlichen Laclós.
Malere schließt das Zentrum und den Norden der Gemeindehauptstadt Aileu ein. Das Zentrum im Süden bildet den Stadtteil Malere, den Norden Aileu Vila. Vom Norden kommt die Überlandstraße aus Dili, die nach Süden weiter in Richtung Maubisse führt.
Im Stadtteil Aileu Vila befindet sich der Sitz des Sucos Seloi Malere, im Stadtteil Malere der Markt, die Grundschule Aileu Vila, die Kirche der Assemblies of God, das kommunale Zentralhospital (CHC), die Polizeistation und die Feuerwehrwache. Im Süden der Aldeia steht das Gebäude der ehemaligen kolonialen Verwaltung, das heute als Bibliothek dient. Gegenüber befindet sich die Gedenkstätte für das Massaker in Aileu 1942.

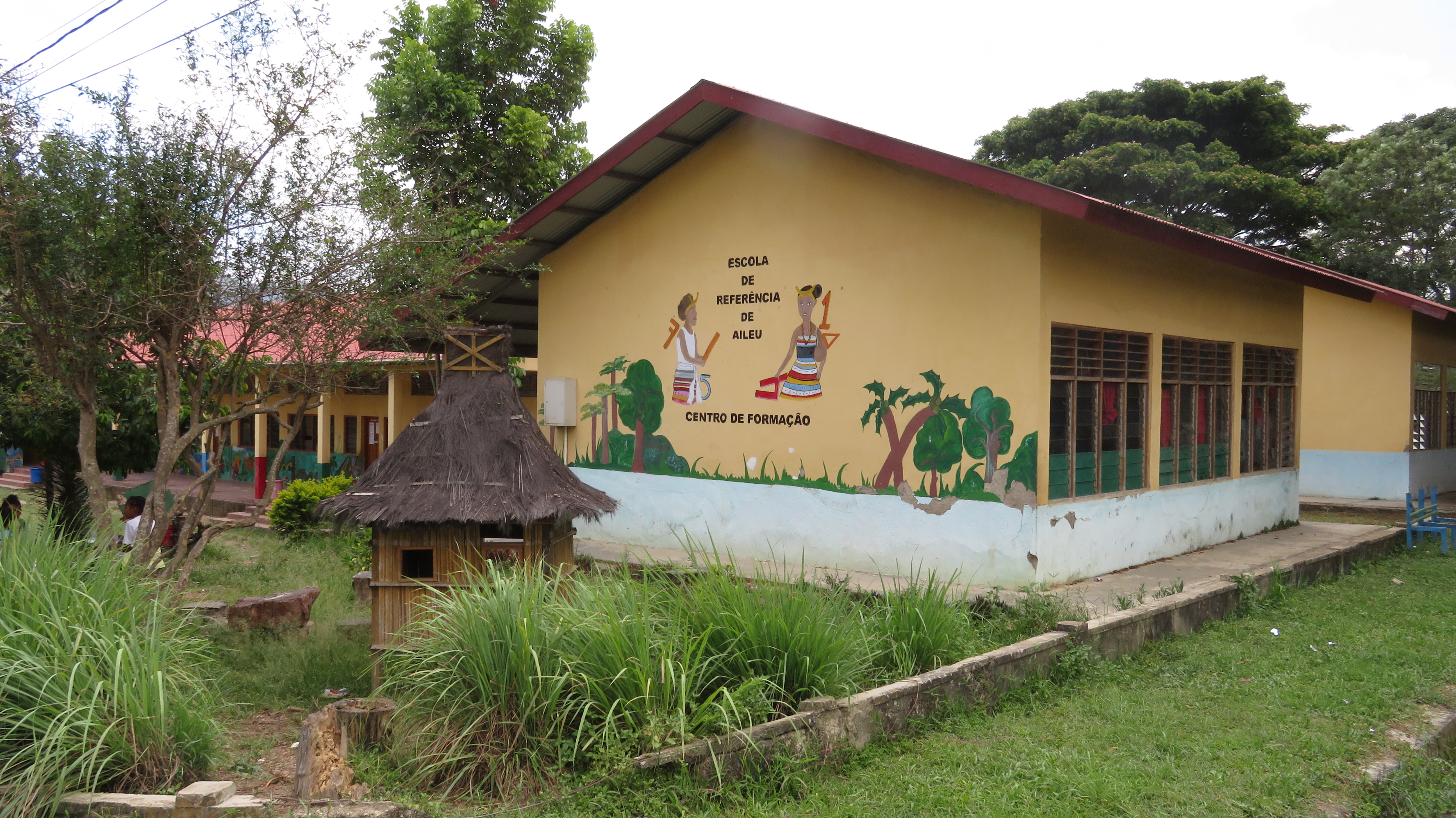
Schulzentrum
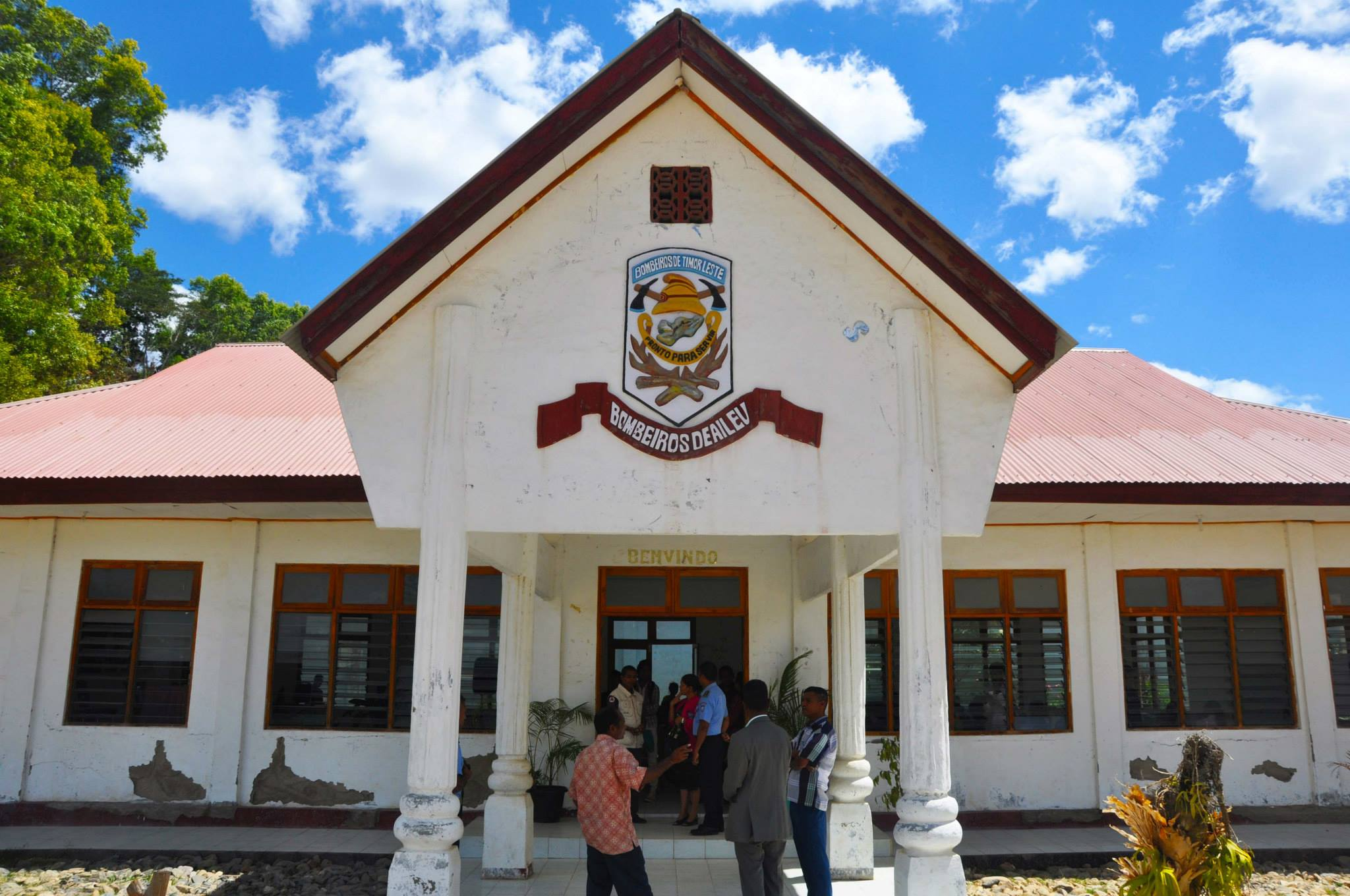
Feuerwache Aileu

## Politik
2023 wurde Adelino Cardoso Vargas zum Chefe de Aldeia gewählt.